# Wildest Dreams (Album)
Wildest Dreams ist das achte Solo-Studioalbum der US-amerikanischen und zuletzt schweizerischen Sängerin Tina Turner.

## Entstehung und Veröffentlichung
Die Erstveröffentlichung von Wildest Dreams erfolgte am 29. März 1996 bei Parlophone. Das Album erschien in seiner Originalausführung als CD (Katalognummer: 4837382) und LP (Katalognummer: 7243 8 37684 1) mit zwölf Titeln.
Geschrieben wurden alle Lieder von wechselnden Autoren, Turner selbst schrieb keinen Titel. So stammt unter anderem GoldenEye, Titelstück des gleichnamigen James-Bond-Films von den U2-Mitgliedern Bono (Paul Hewson) und The Edge (David Evans). Es beinhaltet zudem mit All Kinds of People (Anita Hegerland), Missing You (John Waite) und Unfinished Sympathy (Massive Attack) drei Coverversionen. Die Produktion erfolgte durch Terry Britten, Nellee Hooper, Trevor Horn, Garry Hughes, Chris Porter sowie die Pet Shop Boys (Chris Lowe und Neil Tennant), wobei Horn für die meisten Produktionen verantwortlich zeigte.

## Titelliste
| #   | Titel                                           | Länge |
| --- | ----------------------------------------------- | ----- |
| 1.  | Do What You Do                                  | 4:23  |
| 2.  | Whatever You Want                               | 4:52  |
| 3.  | Missing You                                     | 4:36  |
| 4.  | On Silent Wings (feat. Sting)                   | 6:12  |
| 5.  | Thief of Hearts                                 | 4:05  |
| 6.  | In Your Wildest Dreams (feat. Antonio Banderas) | 5:34  |
| 7.  | GoldenEye                                       | 3:27  |
| 8.  | Confidential                                    | 4:39  |
| 9.  | Something Beautiful Remains                     | 4:20  |
| 10. | All Kinds of People                             | 4:43  |
| 11. | Unfinished Sympathy                             | 4:30  |
| 12. | Dancing in My Dreams                            | 6:45  |

## Rezensionen
Bill Carpenter von Allmusic gab 2 von 5 Sternen. Er bezeichnete Wildest Dreams als ein „exuberant album of euphoric tales and exhortations“. Es reflektiere das Glücksgefühl Tina Turners mit dem „Leben nach Ike Turner“.

## Kommerzieller Erfolg

### Chartplatzierungen
Das Album avancierte zum Nummer-eins-Erfolg in der Schweiz.
| ChartsChartplatzierungen       | Höchstplatzierung | Wochen |
| ------------------------------ | ----------------- | ------ |
| Deutschland (GfK)              | 2 (45 Wo.)        | 45     |
| Österreich (Ö3)                | 2 (38 Wo.)        | 38     |
| Schweiz (IFPI)                 | 1 (30 Wo.)        | 30     |
| Vereinigte Staaten (Billboard) | 61 (27 Wo.)       | 27     |
| Vereinigtes Königreich (OCC)   | 4 (43 Wo.)        | 43     |

| ChartsJahrescharts (1996)    | Platzierung |
| ---------------------------- | ----------- |
| Deutschland (GfK)            | 12          |
| Österreich (Ö3)              | 9           |
| Schweiz (IFPI)               | 9           |
| Vereinigtes Königreich (OCC) | 27          |

### Auszeichnungen für Musikverkäufe
| Land/Region                  | Auszeichnungen für Musikverkäufe (Land/Region, Auszeichnung, Verkäufe) | Verkäufe  |
| ---------------------------- | ---------------------------------------------------------------------- | --------- |
| Australien (ARIA)            | Gold                                                                   | 35.000    |
| Belgien (BRMA)               | Platin                                                                 | (50.000)  |
| Deutschland (BVMI)           | Platin                                                                 | (500.000) |
| Europa (IFPI)                | 2× Platin                                                              | 2.000.000 |
| Finnland (IFPI)              | Gold                                                                   | (32.622)  |
| Frankreich (SNEP)            | 2× Gold                                                                | (200.000) |
| Italien (FIMI)               | Gold                                                                   | (50.000)  |
| Kanada (MC)                  | Gold                                                                   | 50.000    |
| Neuseeland (RMNZ)            | Platin                                                                 | 15.000    |
| Niederlande (NVPI)           | Platin                                                                 | 100.000   |
| Norwegen (IFPI)              | Gold                                                                   | (25.000)  |
| Österreich (IFPI)            | Platin                                                                 | (50.000)  |
| Polen (ZPAV)                 | Gold                                                                   | (50.000)  |
| Schweden (IFPI)              | Platin                                                                 | (80.000)  |
| Schweiz (IFPI)               | Platin                                                                 | (50.000)  |
| Spanien (Promusicae)         | Gold                                                                   | (50.000)  |
| Vereinigte Staaten (RIAA)    | —                                                                      | 475.000   |
| Vereinigtes Königreich (BPI) | 2× Platin                                                              | (600.000) |
| Insgesamt                    | 9× Gold · 11× Platin ·                                                 | 2.675.000 |

Hauptartikel: Tina Turner/Auszeichnungen für Musikverkäufe